# Osjaków (gmina)
Pour la localité, voir Osjaków.
Osjaków est une gmina rurale du powiat de Wieluń, Łódź, dans le centre de la Pologne. Son siège est le village d'Osjaków, qui se situe environ 17 km au nord-est de Wieluń et 73 km au sud-ouest de la capitale régionale Łódź.
La gmina couvre une superficie de 100,74 km2 pour une population de 4 780 habitants.

## Géographie
La gmina inclut les villages de Borki Walkowskie, Chorzyna, Czernice, Dębina, Dolina Czernicka, Drobnice, Felinów, Gabrielów, Jasień, Józefina, Kolonia Raducka, Krzętle, Kuźnica Ługowska, Kuźnica Strobińska, Nowa Wieś, Osjaków, Raducki Folwark, Raduczyce, Walków et Zofia.
La gmina borde les gminy de Kiełczygłów, Konopnica, Ostrówek, Rusiec, Siemkowice, Wieluń et Wierzchlas.